# Versbox
Versbox (VBX) ist eine Hip-Hop-Crew aus Stuttgart, die ihre Tracks selbst veröffentlicht. Sie spielten in den Anfangsjahren oft auf politischen Demonstrationen und auch ihre Musik war teilweise gesellschaftskritisch.
Mit dem Erscheinen der ersten Single 1997 wurden die ersten Tracks frei im Netz veröffentlicht. Somit befinden sich alle drei Alben sowie diverse weitere Tracks und Remixe, auf der Webseite in den Formaten OGG und MP3 zum freien Download. Alle Stücke wurden unter einer Creative Commons Lizenz (BY-NC-SA) veröffentlicht. Kreative Mash-ups oder Remixe der Tracks, das Spielen in Webradios sind von der Band ausdrücklich gewünscht. Versbox ist GEMA-frei sowie als Band autonom und kümmert sich selbst um Booking, Produktion, Vertrieb und Artworks.

## Geschichte
1997 gründeten die Rapper „Tycoon“, „Cruz+“, „rap.so.die“ und „Chills“ zusammen mit den DJs „Gambit“ und „Mad Skill“ die Hip-Hop-Band Versbox. „Chills“ verließ 2000 die Band. Sie veröffentlichten 1999 und 2003 die Alben Ernte23 und Koyaanisqatsi. Nach diesen trennten sich 2004 „rap.so.die“ und „Mad Skill“ von der Band, um unabhängiger zu werden. Beide produzieren nach wie vor Musik. Ein Jahr später folgte das Album Schattenboxen. 2006 kamen sie auf den „Pimp my rights“-Sampler des CCC Regensburg. 

## Stil
Versbox transportiert mit den deutschsprachigen Texten eine internationale, klare und direkte Message und lässt sich somit nur schwer mit kommerziell ausgerichtetem Rundfunk- und TV-HipHop oder der neuen deutschen Battlerhyme-Szene vergleichen.
Die Band rappt in deutscher Sprache, nimmt ihre Songs unter Eigenregie auf und veröffentlicht sie unter einer freien Lizenz. Die Texte kritisieren die herrschende Konsumgesellschaft und die Musikindustrie und sind von freidenkerischen und pazifistischen Ideen geprägt. Versbox wurde in dem Buch Fear of a Kanak Planet von Hannes Loh Ex-Mitglied von Anarchist Academy als Speerspitze einer neuen Rap-Bewegung erwähnt.

## Diskografie
Singles
- 1999: Agonie
- 2000: Notizen
- 2001: Lied des Friedens
- 2005: HipHop
- 2006: Komplett
- 2023: Ari
- 2023: Südwinde

Alben
- 2000: Ernte23
- 2003: Koyaanisqatsi
- 2005: Schattenboxen
- 2007: Gaia (DJ Gambit)
- 2010: Equinox

Sampler
- 1998: Noise Gate
- 1999: Fistfunk Records Vol. 1
- 2000: Neugereut Sampler
- 2002: Plattform Records
- 2002: Kombinat Sprengsatz 1
- 2003: Kombinat Sprengsatz 2
- 2004: Doobie Time Sampler
- 2004: Schaffeschaffescheißebaue Sampler
- 2004: House of Audio Selection Vol. 12
- 2005: HipHop Partisan Vol. 1
- 2006: Pimp my rights - Chaos Computer Club
- 2007: Südseite Mixtape: HipHop aus Stuttgart
- 2007: Freiheit statt Angst - Stoppt den Überwachungswahn
- 2008: Free Tibet Sampler
- 2009: Freiheit statt Angst - Stoppt den Überwachungswahn (Neue Auflage)

Soundtracks
- 2004: DVD Schaffeschaffescheißebaue - Dei Mudder sei Gesicht 3

Videoalben
- 2003: Tape Deck Attack

Mixes
- 2013: Verremixed